# Route nationale 24 (Madagaskar)
Die Route nationale 24 (RN 24) ist eine 45 km lange nicht befestigte Nationalstraße in der Provinz Vatovavy-Fitovinany im Osten von Madagaskar. Sie zweigt bei Mananjary von der RN 11 ab und führt in nordwestlicher Richtung nach Vohilava. 